# あなたのアンコール
『あなたのアンコール』は、かつてはNHK総合テレビジョン、その後衛星第2テレビ（BS2）で放送されたテレビ番組である。

## 歴史

### レギュラー版・第1期
1997年放送開始。総合テレビで毎週日曜日10:05 - 11:30に放送された。スタジオ進行は結城さとみ。視聴者からのリクエストで、毎回2本程度の番組が再放送されたが、長時間の番組を再放送する場合はその番組1本のみを放送した。

### スペシャル版
スペシャル版は毎年12月30日に放送される。その1年間に放送されたNHKのテレビ番組の中から、反響の大きかった番組を再放送する。以前は文字通り上記レギュラー版のスペシャルとして放送されていたが、その後このスペシャル版のみとなり、2005年度をもってスペシャル版も終了した。

### レギュラー版・第2期
2007年1月から、BS2に移る形でレギュラー放送を再開。スタジオ進行は桜井洋子。また放送曜日も土曜日と日曜日の週2回に拡大した。
土曜日の放送（「あなたのアンコール サタデー」、2007年1月27日開始、13:30 - 16:00）では、衛星放送（BS1・BS2・BShi）の番組から、日曜日の放送（「あなたのアンコール サンデー」、2007年1月14日開始、10:00 - 11:54）では、地上波（総合テレビ・教育テレビ）の番組から、それぞれ反響の大きかった番組を数本再放送する。全国放送番組が主であるが、ごくまれに首都圏ローカルで放送されたものを再放送することもあった。
なお土日ともに、放送内容により終了時間が早まることがあるほか、特別番組（土曜日は大相撲中継を含む）により休止または短縮する場合もあった。

### 終了
その後、BSの再編成に伴い、2011年4月から2012年3月まで総合テレビの『NHKとっておきサンデー』の枠内で放送された。基本的には毎回1、2本程度の番組を放送していたが、2012年4月から「NHK東日本大震災プロジェクトキャンペーン」参加番組・「明日へ -支えあおう-」がスタートした関係で11時台のパートのみの放送となった都合上、「アンコール」パートは廃止された。